# Felix von der Laden
Felix von der Laden (* 25. Juni 1994 in Reinbek) ist ein deutscher Webvideoproduzent, Automobilrennfahrer und Unternehmer, der durch die Veröffentlichung von Let’s Plays und Vlogs auf seinem YouTube-Kanal Bekanntheit erlangte.

## Leben
Felix von der Laden wuchs mit seinen Geschwistern in der Nähe von Lübeck auf. Von August 2004 bis Januar 2006 besuchte von der Laden die Ernestinenschule in Lübeck. Nachdem er 2013 sein Abitur an der Lauenburgischen Gelehrtenschule in Ratzeburg bestanden hatte, zog er zum Studium nach Köln um. Dort war er 2013 an der Planung und Umsetzung der Videodays, eines großen deutschen YouTuber-Treffens, beteiligt. Zwischen September und Dezember 2013 studierte von der Laden Medienwirtschaft an der Rheinischen Fachhochschule Köln. Er brach sein Studium jedoch ab, mit der Begründung, dass das Betreiben seines YouTube-Kanals zu zeitaufwendig sei.
Von 2017 bis 2019 war von der Laden im Motorsport beim TeamGT Rennfahrer und seit 2020 ist er beim Team Teichmann Racing.
Von der Laden beschäftigt mehrere Mitarbeiter in der von ihm gegründeten Produktionsfirma Spielkind Media, die sich auf die Vermarktung und Erstellung digitaler Inhalte spezialisiert hat.
Mitte August 2022 gab von der Laden bekannt, dass er mit seiner Freundin Chany Dakota nach Mallorca auswandern wird. Am 25. September 2024 gaben er und Dakota ihre Trennung bekannt.

## Medialer Auftritt und Karriere

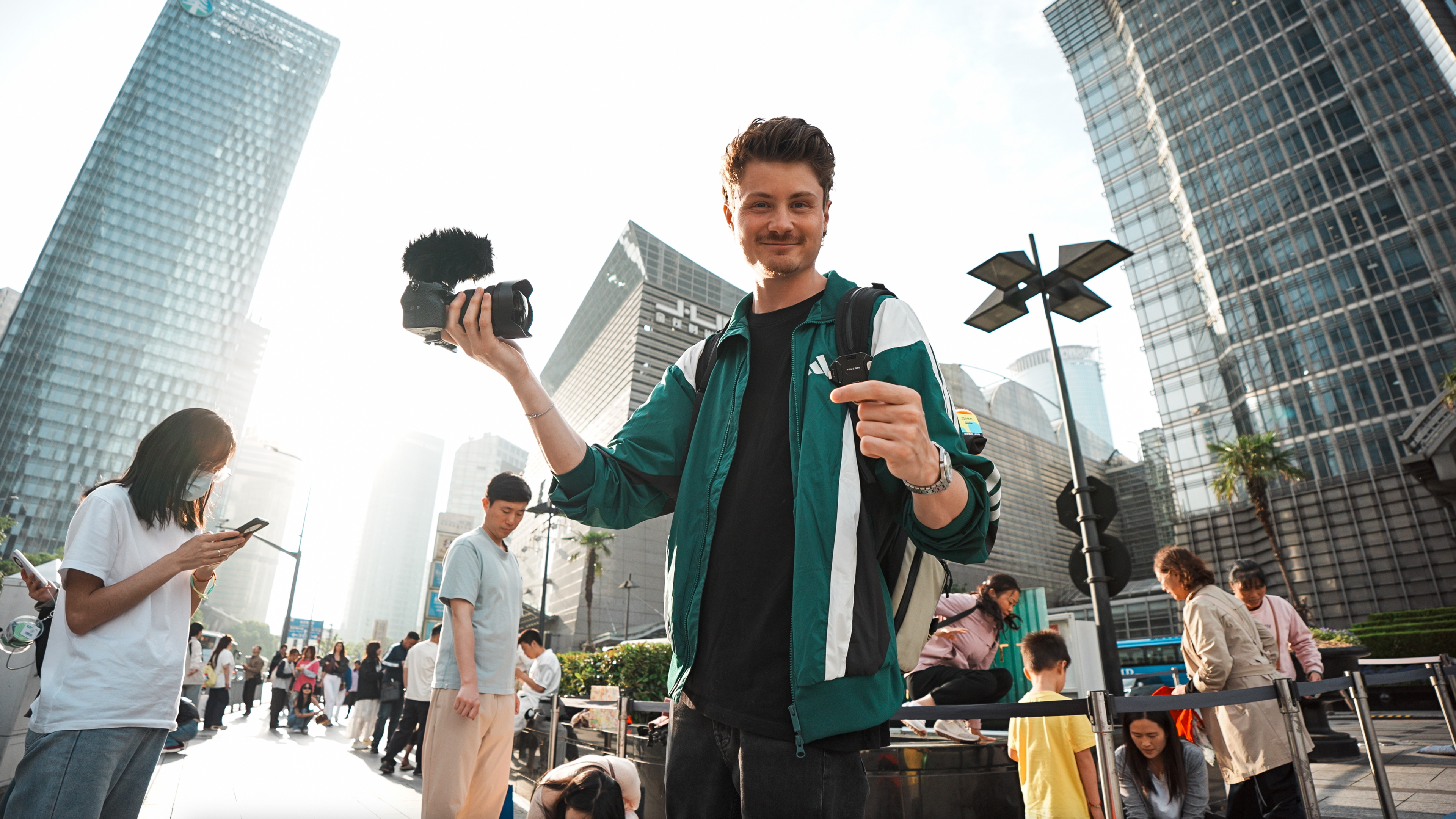
Felix von der Laden filmt sich bei einer seiner Reise im April 2025

Felix von der Laden erstellte seinen ersten YouTube-Kanal am 11. Juni 2011 und veröffentlichte sein erstes Video am 23. Juli desselben Jahres. In diesem stellte er eine Modifikation für das Computerspiel Minecraft vor. Dieser Kanal trug ursprünglich den Namen Dner, den von der Laden auch als Künstlername zu nutzen begann. Der Name „Dner“ entstand, indem er sich bei einer LAN-Party im Videospiel Battlefield 2 DönerDörk nannte, wobei das Spiel die Umlaute nicht anzeigte.
In den ersten Jahren seines Bestehens enthielt der Kanal vorwiegend klassische Let’s Plays von Spielen wie Minecraft, F1 oder Grand Theft Auto IV. Auf seinem Zweitkanal DnersWelt lud er ab und zu kürzere, ungeschnittene Videos und Vlogs hoch (der Kanal wurde im Oktober 2015 geschlossen). Im Oktober 2012 begann von der Laden mit dem „DnersTag“ ein regelmäßiges, ursprünglich als Informations- und FAQ-Videoreihe konzipiertes Format, das sich im Laufe des Jahres 2013 in Richtung Vlog weiterentwickelte. Besonders in den ersten Jahren erreichte er mit Let’s Plays zum Open-World-Computerspiel Minecraft ein großes, vornehmliches junges, Publikum; ab 2014 verlagerte sich sein Fokus schrittweise in Richtung Vlogs und von ihm moderierten Realvideoformaten.
Zwischen Juli 2012 und Juli 2013 steigerte Felix von der Laden seine Reichweite von 9.000 auf 127.000 Abonnenten. Im Jahr 2013 war sein Best-of-Video DnerStyle für den Webvideopreis in der Kategorie Let’s Play nominiert, 2014 seine Videos DnerStyle 4.0 und Ein Tag im Leben von Dner in den Kategorien Let’s Play und VlP. Im August 2014 erreichte sein Kanal die Marke von einer Million Abonnenten.
Im Jahr 2013 nahm er am „Megaprojekt“, einem YouTuber-Projekt mit vielen Minecraft-YouTubern, teil und hat dort sein Haus in die Luft gesprengt und dabei Teile der restlichen Stadt mitgesprengt. Mitunter wurden das Gemeindehaus, Teile der Grundstücke von ZeronikHD, Simon Unge und insbesondere GommeHD zerstört. In der Folge haben viele der Zuschauer der anderen YouTuber Hass gegen Felix von der Laden verbreitet.
Dem Umzug in das „YouTuber-Haus“ (ein Zusammenschluss von YouTubern in einem Mehrfamilienhaus) Anfang 2014 folgten mehrere gemeinsame Reisen, auf denen sie ihre Erlebnisse filmten – von Kalifornien (Juni 2014) über eine Longboardtour quer durch Deutschland (September 2014) bis Skandinavien (März 2016). Diese Aktionen fanden teils auch mediale Beachtung. Im Zuge der Longboard-Tour fuhr er zusammen mit den YouTubern Unge, Cheng Loew und Julien Bam 1400 Kilometer von List auf Sylt über Kiel, Hamburg, Leipzig, Halle, Magdeburg, Hof und Ingolstadt nach Füssen zum Schloss Neuschwanstein. Während der Tour wurden die vier vom Team der Fernsehsendung Stern TV begleitet; nach der Longboardtour, am 15. Oktober 2014, waren von der Laden und Unge zu Gast in der Sendung. Von 20. Mai bis 2. Juni 2016 folgte eine Longboardreise mit Stephan Gerick von Köln nach Berlin. Auch der vom Kanalnetzwerk Mediakraft Networks organisierte „Roadtr7p“, bei dem von der Laden mit sechs weiteren YouTubern durch Deutschland, die Schweiz, Frankreich, Spanien und die Niederlande fuhr, fällt in diese Kategorie. Die große Resonanz, die die Reisevideos fanden, veranlasste von der Laden, sich vermehrt diesem Genre zu widmen – es folgten Reisen nach Großbritannien (Herbst 2015), in die USA (Juni 2016), Uganda (Oktober 2016) und Südostasien (März 2017).
2016 erfolgte eine Neustrukturierung seiner Kanäle: Auf Felix von der Laden werden Vlogs und andere personalisierte Videos veröffentlicht, der Kanal Dner zeigt Gamingvideos, einige englischsprachige Vlogs beinhaltet der Kanal Felix Laden. Ebenso ist er ab und zu auf dem Live-Streaming-Videoportal Twitch aktiv.
Seit November 2014 nahm von der Laden an verschiedenen Fernsehshows wie der TV total Stock Car Crash Challenge, der TV Total Wok-WM oder Let's Play Poker teil. Für Coca-Cola moderierte von der Laden regelmäßig Werbevideos.
Von der Laden stand zunächst bei Mediakraft Networks unter Vertrag, wechselte im August 2015 zu TubeOne Networks und im April 2016 zur selbst gegründeten Künstleragentur 25MATE. Während sich 25MATE um die Vermarktung und organisatorische Belange kümmerte, wurden von der Ladens Kanäle zusätzlich von Studio71 in Hinblick auf Urheberrechte betreut.
Im Februar 2018 kündigte von der Laden an, dass er zukünftig auch sein Merchandising-Unternehmen SPIELKIND selbst managen wird. Dazu zog er aus dem sogenannten UFO aus und betrieb nun 25MATE, SPIELKIND, sowie seine eigene Videoproduktion für seine YouTube-Kanäle in einem gemeinsamen Büro namens „das Hive“. Nach dem Ausscheiden von Von der Ladens langjähriger Managerin aus dem gemeinsamen Unternehmen wird sein Management seit 4. August 2020 durch die Nachfolgefirma Spielkind Media wahrgenommen.
Am 11. April 2020 veröffentlichte von der Laden auf seinem YouTube-Kanal das Video Das ist: Felix von der Laden und kündigte damit das Ende der regelmäßigen Vlogs an. Zeitgleich startete das wöchentliche Format Felix vs…, indem er gegen verschiedene Gäste antritt und den Podcast „Backstage“. Seit 2018 produziert er das Format Ein Tag als…, seit 2020 Felix fährt…
Vom 4. April 2022 bis zum 25. März 2024 betrieb er zusammen mit Herr Bergmann einen wöchentlichen Podcast namens Gemütlich Nachsitzen. Der Name des Podcasts spielt hierbei auf ältere Kurzfilme Bergmanns an, in denen von der Laden seinen Schüler spielte.
Seit der Formel-1-Saison 2022 unterstützt er bei verschiedenen Rennen die Berichterstattung von Sky Sport F1 als Moderator und Experte.

### Motorsport

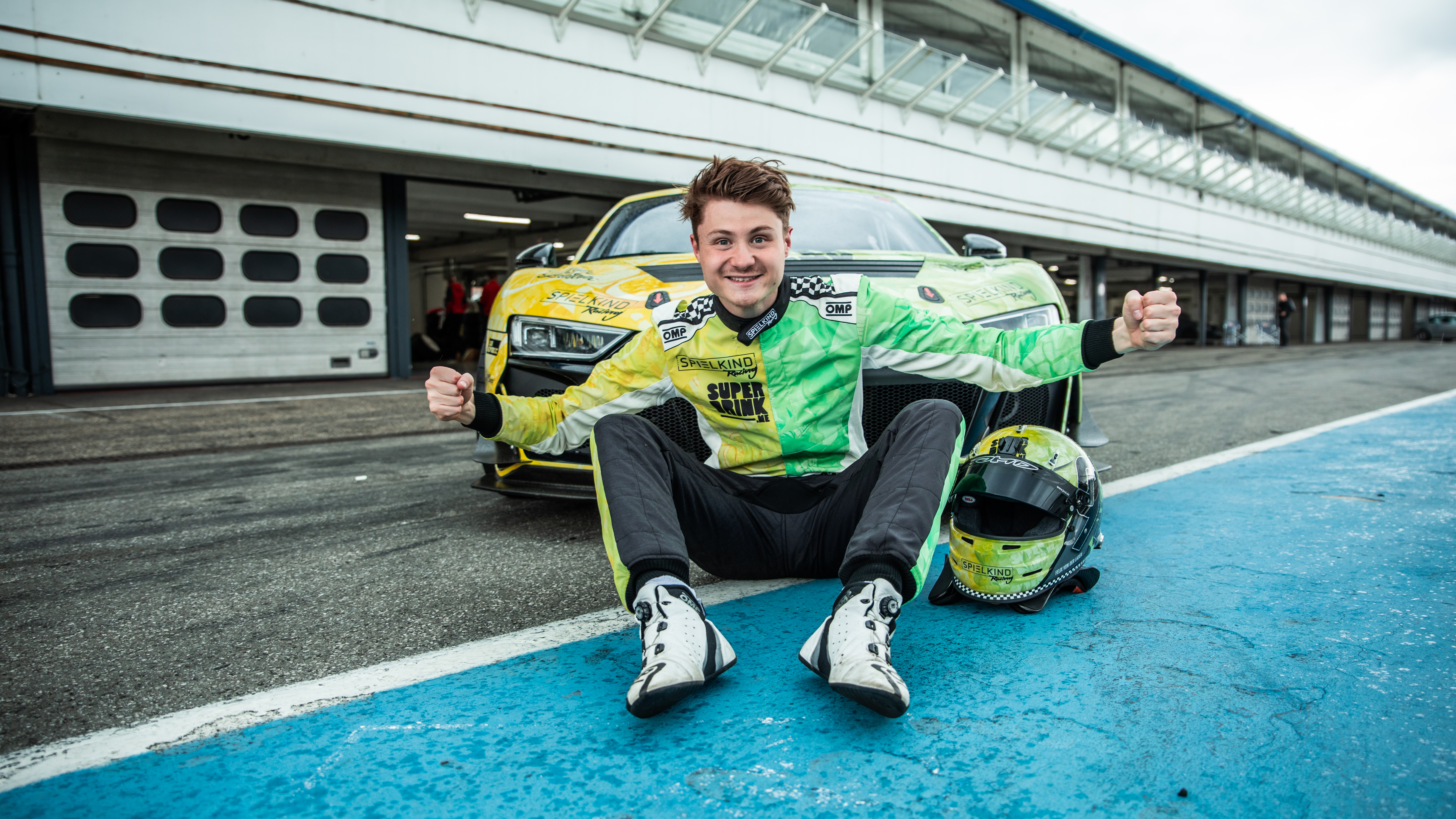
Felix von der Laden vor seinem Rennwagen am Hockenheimring im Juni 2020

2017 nahm von der Laden an der sieben Rennen umfassenden KTM X-Bow Rookie Challenge teil. 2018 fuhr er im GT4 Europacup für das Team GT in einem McLaren 570s, 2019 startete er in der ADAC GT4 Germany, in welcher er den ersten professionellen Rennsieg seiner Karriere am Red Bull Ring in Österreich erreichte. 2020 ging von der Laden in der DTM-Nachwuchsserie DTM Trophy, gemeinsam mit Jan Philipp Springob aus Olpe, in einem Audi R8 LMS GT4 an den Start.
Zusammen mit Dirk Adorf, Daniel Bohr und Timo Möllig nahm von der Laden 2021 mit einem KTM X-Bow GT4 von Teichmann Racing am 24-Stunden-Rennen auf dem Nürburgring teil. Des Weiteren trat er in der Nürburgring-Langstreckenserie (NLS) mit einem KTM X-Bow GT4 sowie einem KTM X-Bow GTX an. 2022 ging er erneut als Fahrer für Teichmann Racing in der NLS an den Start. Aufgrund eines Motorschadens musste er das brennende Fahrzeug jedoch abstellen.

### Tätigkeit für ZDF, funk und weitere Fernsehauftritte
Am 27. Oktober 2016 wurde im ZDF die Dokumentation Like or Dislike? YouTuber Dner im US-Wahlkampf über die Präsidentschaftswahl in den Vereinigten Staaten 2016 gesendet. Diese beleuchtete mit von der Laden als Präsentierer im Vorfeld der US-Wahl die Ansichten und Meinungen der jungen Amerikaner zu den Präsidentschaftskandidaten und dem Wahlsystem der USA. Um ein breites Meinungsbild zu kreieren, wurden neben Interviews in den Küsten-Metropolen auch Interviews in den sogenannten Flyover States geführt. Im Anschluss an die Sendung war von der Laden während der US-Wahlnacht im ZDF spezial Amerika hat gewählt zu Gast. Die Dokumentation bekam positive Rezensionen und wurde mit dem Bayerischen Fernsehpreis ausgezeichnet. Die Kooperation geschah unter der Marke funk und wurde als gelungen gelobt.
In ähnlicher Form wurde die Zusammenarbeit für die Bundestagswahl 2017 wiederholt. Von der Laden fungierte erneut als Präsentierer, die Dokumentation Felix fragt wurde am 20. September im ZDF ausgestrahlt. Bereits abgedreht und ausgestrahlt wurde die erste Staffel des Doku-Formats follow me.reports, das sich mit dem Thema Chancengleichheit beschäftigt.
Am 20. September 2017 war er zu Gast in der Talkshow Markus Lanz. Außerdem trat er am 28. März 2019 in einer Folge der Talkshow Maybrit Illner auf. Von der Laden war als Gast in mehreren TV-Entertainmentformaten zu sehen.

## Rezeption
Im Vorfeld der Bundestagswahl 2013 veröffentlichte die Bild im September 2013 einen Artikel, in dem 33 Erstwähler ihre Parteipräferenzen öffentlich machen sollten. In dem Artikel wurde von der Laden zitiert mit: „Ich wähle die Alternative für Deutschland. Die etablierten Parteien haben sich von den Bürgern entfernt.“ Im Dezember 2014 wurde der Artikel von Jan Böhmermann aufgegriffen, als sich dieser in einer Twitter-Konfrontation mit Fans der „YouTuber-Haus“-Influencer anlässlich von Simon Unges „#aufbruch“ befand. Böhmermann wiederholte in den folgenden Jahren mehrmals den Vorwurf, von der Laden habe Wahlwerbung für die AfD betrieben – was etwa der Südkurier 2016 als „haltlos“ beschrieb. Von der Laden wies Böhmermanns Vorwürfe zurück, ihm zufolge handelt es sich bei der in der Bild erschienenen Aussage um ein falsches Zitat. Auch bestreitet er, tatsächlich die AfD gewählt zu haben. Von der Laden distanzierte sich seitdem mehrfach von den Ansichten der AfD.

## Auszeichnungen und Nominierungen
- Bayerischer Fernsehpreis
  - 2017: Auszeichnung in der Kategorie Information als Presenter in der ZDF-Doku Like or Dislike? YouTuber Dner im US-Wahlkampf
- PlayAward
  - 2015: Auszeichnung in der Kategorie Gaming für sein YouTube-Kanal Dner
- Webvideopreis Deutschland
  - 2013: Nominierung in der Kategorie Let’s Play für sein Video DnerStyle
  - 2014: Nominierung in der Kategorie Let’s Play für sein Video DnerStyle 4.0
  - 2014: Nominierung in der Kategorie VIP für sein Video Ein Tag im Leben von Dner
  - 2017: Auszeichnung in der Kategorie Vlog für seinen YouTube-Kanal Felix von der Laden
  - 2017: Auszeichnung in der Kategorie Person of the Year Male